# Украински железници
Украинските железници (на украински: Укрзалізниця) е държавно акционерно дружество, администриращо железопътната инфраструктура и железопътния транспорт в Украйна. Дружеството е монополист, който контролира по-голямата част от железопътния транспорт в страната. Украинските железници са шестият по големина железопътен пътнически превозвач в света и седмият по големина товарен превозвач в света. Към 2020 г. общата дължина на основната широколинейна (1520 mm) железопътна мрежа е 19 787 km, което я прави 13-ата по дължина в света. Украйна също има много участъци от стандартната железопътна линия (1435 mm) и работи за разширяването им, за да подобри връзките си с Европейския съюз.

## Управление
През 2015 г. Украинските железници са преобразувани чрез сливане на държавна агенция и държавно предприятие в публично акционерно дружество, собственост на държавата. Държавната администрация на железопътния транспорт на Украйна е подчинена на Министерството на инфраструктурата, администриращо железниците чрез шест териториални железопътни компании, които непосредствено контролират и осигуряват поддръжка на всички аспекти от железопътния транспорт. Генералният директор на администрацията се назначава от Кабинета на министрите на Украйна. Администрацията на железопътния транспорт има над 403 хиляди служители в цялата страна.
Железниците са разделени на шест териториални железопътни компании: Донецк, Лвов, Одеса, Южен, Югозападен и Днепър. Подразделението е чисто административно, тъй като не отговаря на конкретните железопътни линии или клонове. Имената на регионалните железници са чисто исторически, наследени от Руската и Австро-Унгарската империя (например „Югозападната железница“ всъщност оперира в северната централна част на железопътната мрежа на Украйна, докато „Южната железница“ всъщност оперира в източната част на страната).
Всяка от шестте отделни териториални железници има свои собствени дирекции, разположени в следните градове:
1. Донецка железница – Лиман (временна дирекция, тъй като Донецк се контролира от руските военни),
2. Лвовска железница – Лвов,
3. Одеска железница – Одеса,
4. Южна железница – Харков,
5. Югозападна железница – Киев,
6. Поднепърска железница – Днепър.

## След 2022 г.
По време на руското нападение над Украйна през 2022 г. украинските железници продължават да работят по евакуацията и спасяването на милиони хора от украинските градове към Европа. Железопътните връзки между Украйна и Русия са взривени от въоръжените сили на Украйна, за да се предотврати използването им от руснаци, но железопътните линии продължават да работят на територията на самата Украйна и между Украйна и съседните ѝ Полша, Унгария, Молдова и Словакия. Една отдавна изоставена трансгранична железопътна връзка с Полша е спешно реконструирана, а други, които преди това са използвани само за превоз на товари, бързо са отворени за превоз на пътници. Според данните на украинските власти железниците са евакуирали над два милиона души от Украйна със специални евакуационни влакове. След като някои от черноморските пристанища стават недостъпни за износ на зърно, железопътният транспорт се превръща в експортен маршрут за Европа. Няколко железопътни участъка на север и юг стават неизползваеми.